# Sân vận động bóng đá Nhân dân
Sân vận động bóng đá Nhân dân (tiếng Anh: People's Football Stadium) là một sân vận động bóng đá nằm ở Lyari, Karachi, Sindh, Pakistan. Sân thuộc sở hữu của Tập đoàn thành phố Karachi, trước đây là Chính quyền quận Thành phố Karachi. Sân có sức chứa 40.000 người. Năm 2016, Pakistan Army đã đánh bại Pakistan Airlines trong giải bóng đá vô địch quốc gia Pakistan tại sân vận động này.

## Tổng quan
Sân vận động được xây dựng vào năm 1988 và mở cửa vào ngày 9 tháng 12 năm 1995. Sân có diện tích 10 mẫu Anh (40.000 m2). Năm 1999, khi Thủ tướng Benazir Bhutto lên nắm quyền, các bóng đèn pha mới nhập khẩu từ Pháp trị giá 30,7 triệu PKR đã được lắp đặt để có thể diễn ra các trận đấu buổi tối. Đội tuyển bóng đá quốc gia Pakistan di chuyển đến Sân vận động bóng đá Nhân dân từ Sân vận động Đường sắt ở Lahore.

## Các trận đấu lớn
Sân vận động này đã tổ chức các trận đấu của Giải vô địch Liên đoàn bóng đá Nam Á vào năm 2005. Sân cũng là nơi tổ chức tất cả các trận đấu trong giải bóng đá Geo Super Football League khai mạc vào năm 2007.
Các vòng bảng của Cúp Challenge KPT 2012 được tổ chức tại sân vận động này cùng với Sân vận động bóng đá KPT. Sân vận động hiện được sử dụng cho giai đoạn cuối cùng của Giải bóng đá Ngoại hạng Pakistan 2018-19.